# Lake Cushman (Washington)
Lake Cushman es un área no incorporada ubicada en el condado de Mason en el estado estadounidense de Washington.

## Geografía
Lake Cushman se encuentra ubicado en las coordenadas 47°25′18″N 123°13′18″O / 47.42167, -123.22167.